# Орой
Оро́й (рос. Орой) — село у складі Акшинського району Забайкальського краю, Росія. Адміністративний центр та єдиний населений пункт Оройського сільського поселення.

## Населення
Населення — 429 осіб (2010; 465 у 2002).
Національний склад (станом на 2002 рік):
- росіяни — 99 %